# 阿恰塔格乡
阿恰塔格乡，是中华人民共和国新疆维吾尔自治区阿克苏地区乌什县下辖的一个乡镇级行政单位。

## 行政区划
阿恰塔格乡下辖以下地区：
托克逊亚贝希村、托克逊亚阔坦村、托克逊铁提尔村、阿恰塔格村、奥依吐尔吐尤克村、奥依吐尔村、加依塔格村、布干村、托克玛克和田村、托万克和田村、英萨村、布干斯玛甫其村和萨尔别勒村。